# Slag bij Warnsveld
De Slag bij Warnsveld, of Slag bij Zutphen, was een confrontatie op 22 september 1586 in de Tachtigjarige Oorlog tussen een Staats leger, met daarin veel Britse eenheden, en troepen die namens de Spaanse koning vochten. Het Staatse leger had als doel de bevoorrading van Zutphen door de Spanjaarden te beletten, maar slaagde daar niet in.

## De Spaanse regeringstroepen
De Staatsen trachtten te voorkomen dat het door hen belegerde Zutphen werd ontzet door Alexander Farnese, de hertog van Parma. De Spaanse veldheer, die op dat ogenblik zelf Rijnberk belegerde, wist dat Zutphen slechts 3 weken lang in haar levensbehoeften was voorzien, en dat de stad aan de opstandelingen zou vallen als hij niet ingreep. Parma liet een smaldeel van zijn leger achter om Rijnberk ingesloten te houden, terwijl hij met het leeuwendeel westwaarts trok en zich legerde te Borculo. Hij bereidde daar een wagenkonvooi voor met voedsel en wapens voor de ongeveer 1000 belegerde soldaten onder leiding van Johan Baptiste van Taxis en Francisco Verdugo. Het konvooi onder aanvoering van markies Del Guasto (ook: Vasto) kreeg een escorte van zes of zeven kornetten ruiters, 2000 musketiers en enige spiesdragers.

## De Engelsen
Een ongeveer 6000 man tellend Engels contingent onder aanvoering van Robert Dudley, de eerste graaf van Leicester, was na de moord op Willem van Oranje op verzoek van de Nederlandse Staten-Generaal door koningin Elizabeth I het Kanaal overgestuurd om te helpen bij het tot staan brengen van de Spaanse opmars; veel resultaten bereikten ze echter niet. Onder hen bevonden zich onder meer Robert Devereux, George Whetstone, Henry Unton (ook wel: Umpton), Robert Sidney, de neef van Robert Dudley, en ten slotte ook Robert Sidney's broer, Sir Philip Sidney, die gedurende de slag dodelijk verwond raakte en korte tijd later aan de gevolgen daarvan in Arnhem bezweek. Hij werd niet ouder dan 32 jaar, maar was in zijn vaderland reeds dermate geliefd, dat er na zijn dood een cultus rond zijn persoon zou ontstaan en dat koningin Elizabeth zich liet ontvallen dat zij het leven van Sir Philip "terug zou willen kopen met vele miljoenen."

## Slag

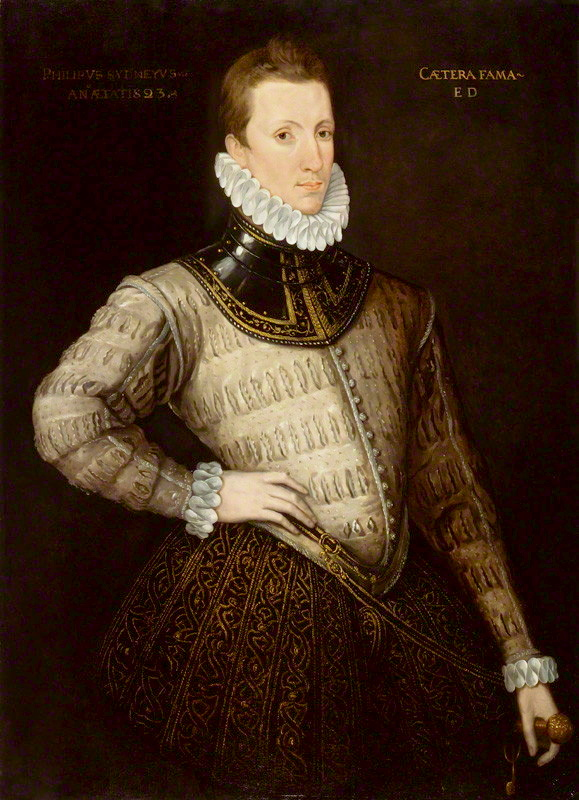
Dit schilderij van sir Philip Sidney werd kort na zijn dood vervaardigd als aandenken.

Het Spaanse konvooi bereikte in de nacht, met een dichte mist in zijn voordeel, onopgemerkt Warnsveld. Taxis werd op de hoogte gebracht van hun komst en viel uit de stad om de versterkingen tegemoet te rijden. De Engelsen waren echter gewekt door de geluiden van de bewegende legers en maakten zich in allerijl gereed voor de strijd. Afgaande op het gerucht in de nevel stuitten ze eerder dan verwacht op het konvooi, alwaar een scherp gevecht ontstond. De Spanjaarden leden aanzienlijke verliezen, maar hadden zich veel beter voorbereid en kennis van het terrein en de omstandigheden, in tegenstelling tot de Engelsen die mede door de mist gedesoriënteerd waren. Philip Sidney verloor tweemaal zijn paard en raakte zwaargewond toen hij een derde besteeg. Met betrekking tot de Slag bij Warnsveld gaat er een verhaal over hem (bedoeld als illustratie van zijn nobele karakter), dat hij zijn waterfles aan een andere gewonde soldaat zou hebben gegeven met de woorden: "Thy necessity is greater than mine" ("Uw nood is groter dan de mijne"). Lange tijd is Philip Sidney opgehemeld om deze daad en zijn ook de andere Engelse edelen gezien als helden, maar moderne geschiedschrijvers bestempelen hun inspanningen als nutteloos; het konvooi kon Zutphen toch bereiken.

## Uitkomst
De slag werd gewonnen door de Spanjaarden, niet in de laatste plaats vanwege het belabberde militaire leiderschap van Dudley. Zijn officieren William Stanley en Rowland York speelden een dubieuze rol, door niet alleen de schans voor Zutphen aan de Spanjaarden over te dragen, maar later ook de stad Deventer aan de vijand te verkwanselen. Zutphen, Deventer en grote gebieden ten oosten daarvan bleven daarna nog vijf jaar lang bezet namens Spanje, tot ze na het Beleg van Zutphen bij een veldtocht onder leiding van Maurits van Nassau, de latere prins van Oranje, weer in Staatse handen vielen.
De uit Wales afkomstige huurling Roger Williams werd voor zijn prestaties tijdens de slag door Dudley geridderd.
1473: Beleg door Karel de Stoute ·
1481: Beleg door Bourgondiërs ·
1572: Inname door Willem van den Bergh ·
1572: Bloedbad van Zutphen ·
1584: Beleg door Hohenlohe ·
1586: Beleg door Dudley · Slag bij Warnsveld ·
1591: Beleg door Maurits ·
1672: Beleg door Fransen